# Rhipidocladum racemiflorum
Rhipidocladum racemiflorum är en gräsart som först beskrevs av Ernst Gottlieb von Steudel, och fick sitt nu gällande namn av Mcclure. Rhipidocladum racemiflorum ingår i släktet Rhipidocladum och familjen gräs. Inga underarter finns listade i Catalogue of Life.